# Ismail Qemali

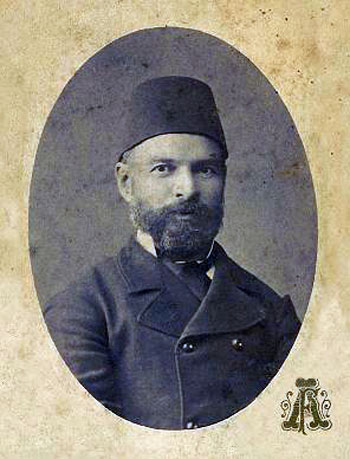
Ismail Qemali

Ismail Qemali Vlora (Vlorë, 16 de enero de 1844-Perugia, 24 de enero de 1919), en turco Ismail Kemal, fue un político y distinguido líder del nacionalismo albanés, Se desempeñó como primer ministro de Albania.
Comenzó su actividad política en la administración del Imperio otomano y estuvo identificado con posiciones liberales y reformistas, así como en la defensa de la cultura albanesa. Qemali fue el portavoz de la Declaración de Independencia de Albania del 28 de noviembre de 1912, y ejerció como primer ministro del nuevo país desde 1912 hasta 1914. Ha sido condecorado Héroe del Pueblo de Albania a título póstumo.

## Biografía
Qemali nació en 1844 en el seno de una familia albanesa noble de Vlorë, entonces parte del Imperio otomano. Tras terminar la educación básica en su ciudad natal y la superior en la Escuela Zosimaia de Ioánina, se trasladó a Constantinopla en 1859 para iniciar su carrera en la administración imperial, primero como traductor y después como gobernador en las regiones de Ioánina (1862 a 1864) y Bulgaria (1866 a 1873). Durante años estuvo identificado con posiciones liberales y reformistas, asociadas al dirigente Midhat Pasha. Sin embargo, su posición se debilitó con el ascenso al sultanato del absolutista Abdul Hamid II, quien anuló la Constitución otomana de 1876. La Sublime Puerta condenó a Qemali a prisión por apoyar la descentralización en favor de la cultura albanesa, aunque fue amnistiado y se volvió a contar con él para gobernar Galípoli (1880) y Beirut (1881). A pesar de ello, en 1900 acabó pidiendo asilo político al embajador del Reino Unido. Durante los ocho años que permaneció en el exilio abogó tanto por la reinstauración de la Constitución como por el desarrollo de la nación albanesa.
El triunfo de la Revolución de los Jóvenes Turcos hizo que Qemali regresase a Constantinopla como diputado parlamentario opositor. En defensa de una mayor descentralización, apoyó en 1909 una contrarrevolución cuyo fracaso motivó que fuese expulsado de la capital. A partir de ese episodio, Qemali se centró en la búsqueda de apoyos internacionales al nacionalismo albanés, en especial del Imperio austrohúngaro y del Reino Unido. En junio de 1911 mantuvo una reunión con los cabecillas de la revuelta de Malësi para redactar el Memorándum de Gerče, en el que se exigía el reconocimiento del pueblo albanés, la amnistía general, la enseñanza de lengua albanesa en los colegios y la elección proporcional de diputados en el parlamento. Parte de esas demandas fueron aceptadas por el imperio en septiembre de 1912.

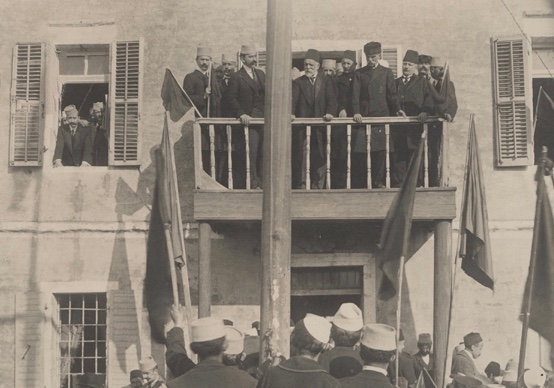
Discurso de Ismail Qemali en las celebraciones del primer aniversario de la Declaración de Independencia de Albania (1913).

Qemali desempeñó un papel destacado en la Declaración de Independencia de Albania el 28 de noviembre de 1912, un mes después de que estallase la Primera Guerra de los Balcanes. Ante la amenaza de expansionismo de otras naciones, en especial del Reino de Serbia, Qemali se desplazó a Durrës y de allí viajó hasta Vlorë, donde constituyó una Asamblea Nacional a la que asistieron 83 delegados. En ella se declaró la independencia del valiato albanés, con vistas a la creación de la llamada Gran Albania, y se desplegó la bandera nacional con el águila bicéfala. Este hecho significó el final de casi 500 años de dominio otomano. El 4 de diciembre, Qemali nombró un gobierno provisional del que asumió tanto la Jefatura del Estado como el Ministerio de Asuntos Exteriores, cargos que ocupó desde 1912 hasta 1914. Albania consiguió el apoyo del Imperio austrohúngaro, aunque no obtuvo pleno reconocimiento hasta el Tratado de Londres de 1913, por el que debió renunciar a parte de sus aspiraciones territoriales. Se estableció también una Comisión Internacional de Control que administraría el nuevo estado hasta que las instituciones políticas estatales estuviesen preparadas.
Para poner paz entre las distintas regiones, se acordó que Albania se convirtiese en un principado. El Gobierno provisional ofreció el trono a Guillermo de Wied, pero no contó con el apoyo de los territorios que no estaban bajo sus dominios. Al no poder asumir el control total, Qemali presentó su dimisión el 22 de enero de 1914. La autoridad fue cedida a la Comisión Internacional de Control y el ya expresidente tuvo que marcharse de Albania.
Durante la Primera Guerra Mundial, Qemali se estableció en París y escribió una autobiografía en la que detallaba su experiencia dentro del Imperio otomano. Falleció el 24 de enero de 1919 en un hotel de Perugia (Italia), víctima de un ataque al corazón. Sus restos mortales están enterrados en Vlorë. Desde entonces, las diferentes autoridades albanesas han honrado su memoria como fundador de la nación: el gobierno le ha condecorado con la orden de Héroe del Pueblo de Albania a título póstumo, existen numerosas estatuas en su honor, y la universidad de Vlorë fue renombrada «Universiteti i Vlores Ismail Qemali».